# フォックス・アトミック
フォックス･アトミック（Fox Atomic）は、2006年にできた20世紀フォックスの子会社。
2009年にレーベルは解体し、20世紀フォックスに帰属した。

## 映画
- 『ブラッド・パラダイス』 Turistas (2006)
- 『ヒルズ・ハブ・アイズ2』 The Hills Have Eyes 2 (2007)
- 『28週後...』 28 Weeks Later (2007)
- 『鉄板スポーツ伝説』 The Comebacks (2007)
- 『ROCKER 40歳のロック☆デビュー』 The Rocker (2008)
- 『愛しのベス・クーパー』 I Love You Beth Cooper (2009)
- 『恋する履歴書』 Post Grad (2009)
- 『ジェニファーズ・ボディ』 Jennifer's Body (2009)

## フォックス・アトミック・コミックス
2006年、フォックス・アトミックとともにできたグラフィックノベル専門出版社。ハーパーコリンズと提携を結んでおり、フォックス・アトミックレーベルのコミカライズを行っていた。2009年、フォックス・アトミックとともに解体された。

### 主な作品
- 28 Days Later: The Aftermath
- The Hills Have Eyes: The Beginning
- The Nightmare Factory
- The Nightmare Factory - Volume 2